# 佐藤観次郎
佐藤 観次郎（佐藤 觀次郎、さとう かんじろう、1901年8月19日 - 1970年3月3日）は、日本の政治家、ジャーナリスト。位階は従三位、勲等は勲一等。
戦前には『中央公論』編集長や中京新聞社取締役を務めた。戦後には日本社会党に所属して衆議院議員を8期19年間務めた。愛称は「サトカン」。

## 来歴
愛知県海部郡蟹江町舟入に生まれる。兼松、あるいは兼次郎の二男。1916年（大正5年）に蟹江尋常高等小学校（現・蟹江町立蟹江小学校）を卒業。旧制海城中学校を経て、1928年（昭和3年）に早稲田大学政治経済学部経済学科を卒業する。1930年（昭和5年）に中央公論社に入社し、1933年（昭和8年）には『中央公論』編集長となった。検閲が激しく厳しい時代であったが、1936年（昭和11年）まで編集長を務めた。1937年（昭和12年）には中京新聞社取締役編集総務となった。太平洋戦争中には主計大尉としてフィリピンに進駐。
1947年（昭和22年）4月の第23回衆議院議員総選挙に愛知県第3区から立候補して初当選。日本社会党に所属した。1949年（昭和24年）の第24回衆議院議員総選挙で落選するも、1952年（昭和27年）第25回衆議院議員総選挙で返り咲き、以後は1967年（昭和42年）第31回衆議院議員総選挙まで連続当選を果たす。衆議院文教委員長などを歴任した。中日本自動車短期大学の学長も務めている。
議員退任直後の1970年（昭和45年）3月3日、急性肺炎のため死去した。68歳没。同日、特旨を以て位七級を追陞され、正七位勲四等から従三位に叙され勲一等瑞宝章を追贈された。4月3日には蟹江町立蟹江中学校体育館で蟹江町の町葬が行われ、桑原幹根愛知県知事、橋本繁蔵愛知県議会議長、愛知県第3区選出の衆議院議員などが列席した。

## 人物
永井荷風・吉川英治・谷崎潤一郎ら著名な作家と親交があった。谷崎の『私の貧乏物語』（中央公論 1935年 昭和10年1月号）に佐藤の名が出てくる。この時、佐藤は編集長であったが谷崎は「原稿の催促に来た本誌の記者佐藤観次郎君」と表記している。吉川は佐藤に勧められて蟹江町を何度も訪れて、水郷地帯の様子を「東海の潮来」と呼んでおり、日光川の川べりには句碑が建てられている。佐藤は釣り好きとしても知られ、著書には『つり自慢』（つり人社、1968年）などがあるほか、「地方遊説や各地の応援には、つとめて釣り道具を持参する。演説や応援弁士は夜の仕事。釣りの時間は朝からお昼まで」などの名言を残している。
晩年には自身と同じく釣り好きの国会議員に声をかけ、超党派の「国会つりの会」を結成している。自身の蔵書など約8,000冊を故郷の蟹江町に寄贈しており、蟹江町は佐藤からの寄贈書を基にして1966年（昭和41年）に蟹江町立図書館を開館させた。佐藤からの依頼により、川端康成が「佐藤観文庫」の揮毫を行っている。
趣味はスポーツ、相撲、野球、園芸。宗教は真宗。住所は愛知県海部郡蟹江町舟入。

## 家族
佐藤家
- 妻・富（1909年 - ?、愛知、渡邊鉦太郎の娘）[1]
- 長男・観樹[6]（衆議院議員、1942年 - ） - 自治大臣や国家公安委員会委員長を務めた。
- 長女（1931年 - ）[1][6]
- 二女（1933年[1]、あるいは1935年[6] - ）
- 三女（1935年 - ）[1]

## 政治家経歴
| 年                 | 選挙                   | 選挙区      | 当落          |
| ------------------ | ---------------------- | ----------- | ------------- |
| 1947年（昭和22年） | 第23回衆議院議員総選挙 | 愛知県第3区 | 当選（1期目） |
| 1949年（昭和24年） | 第24回衆議院議員総選挙 | 愛知県第3区 | 落選          |
| 1952年（昭和27年） | 第25回衆議院議員総選挙 | 愛知県第3区 | 当選（2期目） |
| 1953年（昭和28年） | 第26回衆議院議員総選挙 | 愛知県第3区 | 当選（3期目） |
| 1955年（昭和30年） | 第27回衆議院議員総選挙 | 愛知県第3区 | 当選（4期目） |
| 1958年（昭和33年） | 第28回衆議院議員総選挙 | 愛知県第3区 | 当選（5期目） |
| 1960年（昭和35年） | 第29回衆議院議員総選挙 | 愛知県第3区 | 当選（6期目） |
| 1963年（昭和38年） | 第30回衆議院議員総選挙 | 愛知県第3区 | 当選（7期目） |
| 1967年（昭和42年） | 第31回衆議院議員総選挙 | 愛知県第3区 | 当選（8期目） |

## 主な著書
- 『自動車部隊』 高山書院 1940年
- 『少年通信兵』 倉島竹二郎共著 東亜書院(陸軍少年兵叢書) 　1944
- 『文壇えんま帖―一編集長の手記』 学風書院 1952年
- 『編集長の回想』 東京書房 1958年
- 『代議士編集長』 雪華社 1962年
- 『新しい世界にふれて』 河出書房新社 1963年
- 『新しい世界の窓』 経済往来社 1966年
- 『つり自慢』 つり人社 1968年